# Kamifurano
Kamifurano (japanska: 上富良野町?, Kamifurano-chō) är en landskommun (köping) i Hokkaido prefektur i Japan. 